# Go Nishida
Go Nishida (født 14. september 1986) er en japansk fodboldspiller, som spiller for den japanske fodboldklub Ehime FC.